# کلمانتاین واماریا
کلمانتاین واماریا (انگلیسی: Clemantine Wamariya؛ زادهٔ ۱۹۸۸ (۳۶–۳۷ سال)) پدیدآور، سخنران، فعال حقوق بشر اهل رواندا و یک ناشر آمریکایی- روآندایی است.

## زندگی‌نامه
او در یک خانواده قبیله توتسی متولد شد و به همراه خانواده‌اش مجبور به کوچ اجباری به کیگالی شد. هنگامی که شش سال داشت در نسل‌کشی رواندا والدینش را از دست داد و همراه با مادربزرگ خود به عنوان پناهنده به جنوب کشور رفت. هنگامی که موج نسل‌کشی به جنوب کشور کشید مادر بزرگ وی هدف نسل‌کشی قرار گرفت و کشته شد و او مجبور به فرار و برای چندسال در کشورهای آفریقایی سفر می‌کرد تا توانست ویزای پناهندگی ایالات متحده آمریکا را بگیرد. واماریا تحت کفالت یک خانواده قرار گرفت و در شیکاگو ساکن شد، وی در سن ۱۳سالگی برای اولین بار وارد مدرسه شد و به تحصیل پرداخت. واماریا به ادامه تحصیل پرداخت و از دانشگاه ییل فارغ‌التحصیل شد.
او حرفه سخنرانی را برگزید و در کمپانی تد مشغول به کار شد. کلمانتاین در ۲۰۱۸ کتابی به نام دختری که به مهره‌ها لبخند زد را تألیف نمود.